# Noseong-myeon
Noseong-myeon (koreanska: 노성면) är en socken i kommunen Nonsan i provinsen Södra Chungcheong i den centrala delen av Sydkorea, 140 km söder om huvudstaden Seoul.